# إشيغاكي (أوكيناوا)
مدينة إشيغاكي (بالإنجليزية: Ishigaki)‏ هي أحد المدن التابعة لمحافظة أوكيناوا. تأسست رسميًا في 10/07/1947. ويقدر عدد سكانها بـ 46489 نسمة حسب تقدير مكتب الإحصاء الياباني لعام 2012. تبلغ مساحة إشيغاكي 229 كم2. بكثافة سكانية تبلغ 195 نسمة/كم2.

## المناخ
يظهر الجدول التالي التغييرات المناخية على مدار السنة لإشيغاكي:
| البيانات المناخية لـإشيغاكي       | البيانات المناخية لـإشيغاكي | البيانات المناخية لـإشيغاكي | البيانات المناخية لـإشيغاكي | البيانات المناخية لـإشيغاكي | البيانات المناخية لـإشيغاكي | البيانات المناخية لـإشيغاكي | البيانات المناخية لـإشيغاكي | البيانات المناخية لـإشيغاكي | البيانات المناخية لـإشيغاكي | البيانات المناخية لـإشيغاكي | البيانات المناخية لـإشيغاكي | البيانات المناخية لـإشيغاكي | البيانات المناخية لـإشيغاكي |
| الشهر                             | يناير                       | فبراير                      | مارس                        | أبريل                       | مايو                        | يونيو                       | يوليو                       | أغسطس                       | سبتمبر                      | أكتوبر                      | نوفمبر                      | ديسمبر                      | المعدل السنوي               |
| --------------------------------- | --------------------------- | --------------------------- | --------------------------- | --------------------------- | --------------------------- | --------------------------- | --------------------------- | --------------------------- | --------------------------- | --------------------------- | --------------------------- | --------------------------- | --------------------------- |
| الدرجة القصوى °م (°ف)             | 27.8 (82.0)                 | 29.1 (84.4)                 | 29.4 (84.9)                 | 32.9 (91.2)                 | 33.7 (92.7)                 | 34.6 (94.3)                 | 35.3 (95.5)                 | 35.6 (96.1)                 | 35.4 (95.7)                 | 33.2 (91.8)                 | 30.9 (87.6)                 | 29.0 (84.2)                 | 35.6 (96.1)                 |
| متوسط درجة الحرارة الكبرى °م (°ف) | 21.2 (70.2)                 | 21.6 (70.9)                 | 23.5 (74.3)                 | 25.8 (78.4)                 | 28.3 (82.9)                 | 30.4 (86.7)                 | 32.0 (89.6)                 | 31.8 (89.2)                 | 30.7 (87.3)                 | 28.7 (83.7)                 | 25.8 (78.4)                 | 22.7 (72.9)                 | 26.9 (80.4)                 |
| المتوسط اليومي °م (°ف)            | 18.6 (65.5)                 | 19.1 (66.4)                 | 20.8 (69.4)                 | 23.3 (73.9)                 | 25.7 (78.3)                 | 28.0 (82.4)                 | 29.5 (85.1)                 | 29.2 (84.6)                 | 27.9 (82.2)                 | 25.9 (78.6)                 | 23.2 (73.8)                 | 20.1 (68.2)                 | 24.3 (75.7)                 |
| متوسط درجة الحرارة الصغرى °م (°ف) | 16.5 (61.7)                 | 16.9 (62.4)                 | 18.5 (65.3)                 | 21.2 (70.2)                 | 23.6 (74.5)                 | 26.1 (79.0)                 | 27.6 (81.7)                 | 27.1 (80.8)                 | 25.8 (78.4)                 | 23.7 (74.7)                 | 21.1 (70.0)                 | 18.0 (64.4)                 | 22.2 (71.9)                 |
| أدنى درجة حرارة °م (°ف)           | 6.0 (42.8)                  | 5.9 (42.6)                  | 7.2 (45.0)                  | 10.0 (50.0)                 | 11.2 (52.2)                 | 16.5 (61.7)                 | 20.0 (68.0)                 | 17.4 (63.3)                 | 17.2 (63.0)                 | 14.0 (57.2)                 | 7.1 (44.8)                  | 6.6 (43.9)                  | 5.9 (42.6)                  |
| الهطول مم (إنش)                   | 130.6 (5.14)                | 139.4 (5.49)                | 131.5 (5.18)                | 155.1 (6.11)                | 206.6 (8.13)                | 206.6 (8.13)                | 130.4 (5.13)                | 261.6 (10.30)               | 257.7 (10.15)               | 204.5 (8.05)                | 156.5 (6.16)                | 126.3 (4.97)                | 2٬106٫8 (82.94)             |
| متوسط الرطوبة النسبية (%)         | 72                          | 74                          | 76                          | 78                          | 79                          | 81                          | 77                          | 77                          | 76                          | 73                          | 72                          | 69                          | 75                          |
| ساعات سطوع الشمس الشهرية          | 85.9                        | 82.1                        | 112.0                       | 125.3                       | 162.3                       | 208.7                       | 264.5                       | 235.2                       | 193.6                       | 158.4                       | 115.8                       | 100.7                       | 1٬844٫5                     |
| المصدر: JMA (1981-2010)           |                             |                             |                             |                             |                             |                             |                             |                             |                             |                             |                             |                             |                             |

## توأمة
لإشيغاكي (أوكيناوا) اتفاقيات توأمة مع كل من:
- أوكازاكي
- واكاناي (27 سبتمبر 1987 - )

## أعلام
- يوكيا أراشيرو